# Serycytyzacja
Serycytyzacja – proces przemiany w serycyt polegający na zastępowaniu plagioklazów przez dorobnołuseczkową odmianę jasnej miki typu muskowit. Należy do najpowszechniejszych przemian hydrotermalnych zachodzących w skałach kwaśnych.